# فهد العليوة
فهد العليوة (10 مارس 1982 -) كاتب كويتي 

## حياته الخاصة
ولد في الكويت خريج كلية التربية الفنية ومطلع بشكل كبير على علم النفس البشري
منذ طفولته كان يحب الحيوانات، ولكن والدته كانت تمنعه من تربيتها، وعندما كبر شعر بأنه بحاجة إلى أن يكون في حياته كائن صغير يهتم به وبتفاصيله، وأثناء تواجده في محل حيوانات شاهد فضة «قطته» وعشقها من النظرة الأولى، وبعدما دخلت إلى المنزل تعلق افراد أسرته بها، وفي زيارة ثانية لمحل الحيوانات لشراء طعام لـ فضة شاهد قطته الثانية مايا وأخذت قلبه وبالفعل أخذها وتعلم الاعتناء بهما بعدها اشترى قطته الثالثة عسل.
عمل مدرساً لمادة الرسم لطلاب المرحلة الابتدائية، ثم قرر أن يقدم استقالته أثناء كتابته لمسلسل ـ زينة الحياة الجزء الثاني ـ عندما وجده نفسه غير قادر على أن يعطي بكل طاقته، خاصة أنه كان مهتما بالمادة والمنهج وحصل على جوائز ونظم معارضا فنية.
لم يفكر بالتمثيل لأنه يعتبر نفسه غير ناجح بالتمثيل وبسبب طبعه الخجول وعدم حبه للظهور أمام الكاميرات.

## مشواره المهني
بدأ في كتابة القصص القصيرة لكن انطلاقته الفعلية كانت في إذاعة دولة الكويت من خلال مسلسل «غنيمة والذيب» عام 2008.
انتقل بعدها لمسرح الطفل حيث كتب مسرحية عصابة عزوز عام 2007 لكنه رأى أنه استعجل فيها ولم تكن ناضجة بما فيه الكفاية، فقرر الابتعاد عن المسرح إلى حين تطوير أدواته في الكتابة المسرحية حتى لا يكرر أخطاءه السابقة.
بدأ مسيرته مع المخرج الراحل عبدالعزيز المنصور بعدها تعرفت على الفنان محمد العلوي، وكانا يجتمعان لعمل بالإذاعة وكان أحد متابعي أعماله صديقه عبدالله بوشهري الذي رشحه بدوره للمخرج محمد دحام الشمري بعدها بدأ بالعمل معه في «ساهر الليل» عام 2010.
قام بكتابة مسلسل حال مناير خصيصا لسيدة الشاشة الخليجية حياة الفهد وطال انتظاره ثلاث سنوات حتى تم انجاز العمل عام 2015.
عام 2015ً تم اختياره ضمن 100 شخصية مبدعة ومؤثرة في موسوعة «ثمين الكويت»،

## أعماله

### الإذاعة
- 2013:دلال وزوجة طلال
- 2009: الآنسة رقية
- 2008:غنيمة والذيب

### البرامج
- 2009 : معد برنامج «شوجي » الذي قدمته شجون الهاجري :عرض على قناة فنون.
- 2017 : معد برنامج «شوجي تايم » الذي قدمته شجون الهاجري :عرض على قناة الراي.

### المسرح
- 2010:عصابة عزوز

### التلفزيون
- 2010: ساهر الليل
- 2011: زينة الحياة
- 2011:الملكة [15]
- 2012: وطن النهار
- 2012: مذاكرت عائلية جداً
- 2014: للحب كلمة
- 2015: قابل للكسر
- 2015: حال مناير [16]
- 2017: اليوم الأسود [17]
- 2020: دموع فرح
- 2023: غسيل

## جوائز
- أفضل مؤلف لعام 2011 عن مسلسل الملكة في مهرجان المميزون  الكويت
- أفضل مؤلف لعام 2015 عن مسلسل حال مناير في مهرجان المميزون  الكويت
- أفضل معد ومشرف عام لعام 2017 عن برنامج شوجي تايم في مهرجان المميزون  الكويت